# تپزالی
تپزالی (به اسپانیایی: Tepezalá) یک منطقهٔ مسکونی در مکزیک است که در آگوئاسکالینتس واقع شده‌است. تپزالی ۲۰٬۹۲۶ نفر جمعیت دارد.